# Leptastacus coulli
Leptastacus coulli är en kräftdjursart som beskrevs av Rony Huys 1992. Leptastacus coulli ingår i släktet Leptastacus och familjen Leptastacidae. Inga underarter finns listade i Catalogue of Life.